# Kripenskyj
Kripenskyj (ukrainisch Кріпенський; russisch Крепенский/Krepenski) ist eine Siedlung städtischen Typs im Süden der ukrainischen Oblast Luhansk mit etwa 6900 Einwohnern.
Der Ort gehört administrativ zur Stadtgemeinde der 4 Kilometer nordwestlich liegenden Stadt Antrazyt und bildet hier eine eigene Siedlungsratsgemeinde, die Oblasthauptstadt Luhansk befindet sich 58 Kilometer nördlich des Ortes, durch den Ort verläuft das Flüsschen Kripenka (Кріпенька).
Kripenskyj geht aus einer Bergarbeitersiedlung für die umliegenden Kohlenschächte hervor, der Name leitet sich vom westlich liegenden Weiler Malo-Kripenskyj (Мало-Кріпенський) ab (1777 gegründet). Er wurde 1938 zur Siedlung städtischen Typs erhoben, seit Sommer 2014 ist der Ort im Verlauf des Ukrainekrieges durch Separatisten der Volksrepublik Lugansk besetzt.